# Grauammer
Die Grauammer (Emberiza calandra, Syn.: Miliaria calandra) ist eine Vogelart aus der Familie der Ammern (Emberizidae). Diese Ammer besiedelt große Teile der südwestlichen Paläarktis von den Kanarischen Inseln, dem Nordwesten Afrikas, Portugal und Irland nach Osten bis in den Südwesten des Iran und Kasachstan. Die Grauammer bewohnt offene Landschaften mit einzelnen Bäumen oder Büschen und zumindest teilweise dichter Bodenvegetation, in Mitteleuropa vor allem extensiv genutztes Grünland, Ackerränder und Brachen. Die Art ist je nach Verbreitung Teilzieher, Kurzstrecken- oder Mittelstreckenzieher.
Der Bestand ist in Nordwest- und Mitteleuropa in den 1960er bis 1980er Jahren zum Teil dramatisch eingebrochen, nach 1990 wurde in Teilen Europas eine Zunahme, in anderen Teilen jedoch eine weitere Abnahme beobachtet, die Gründe liegen wohl vor allem in Änderungen der landwirtschaftlichen Nutzung. Insgesamt gilt der Weltbestand als rückläufig, weltweit wird die Grauammer von der IUCN aber noch als ungefährdet („least concern“) eingestuft. In der Roten Liste der Brutvögel Deutschlands von 2015 wird die Art auf der Vorwarnliste geführt.
2024 ist die Art „Vogel des Jahres“ in Österreich.

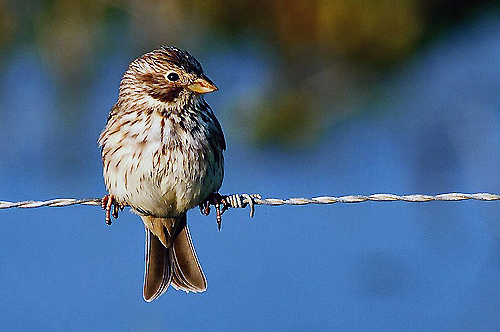
Grauammer

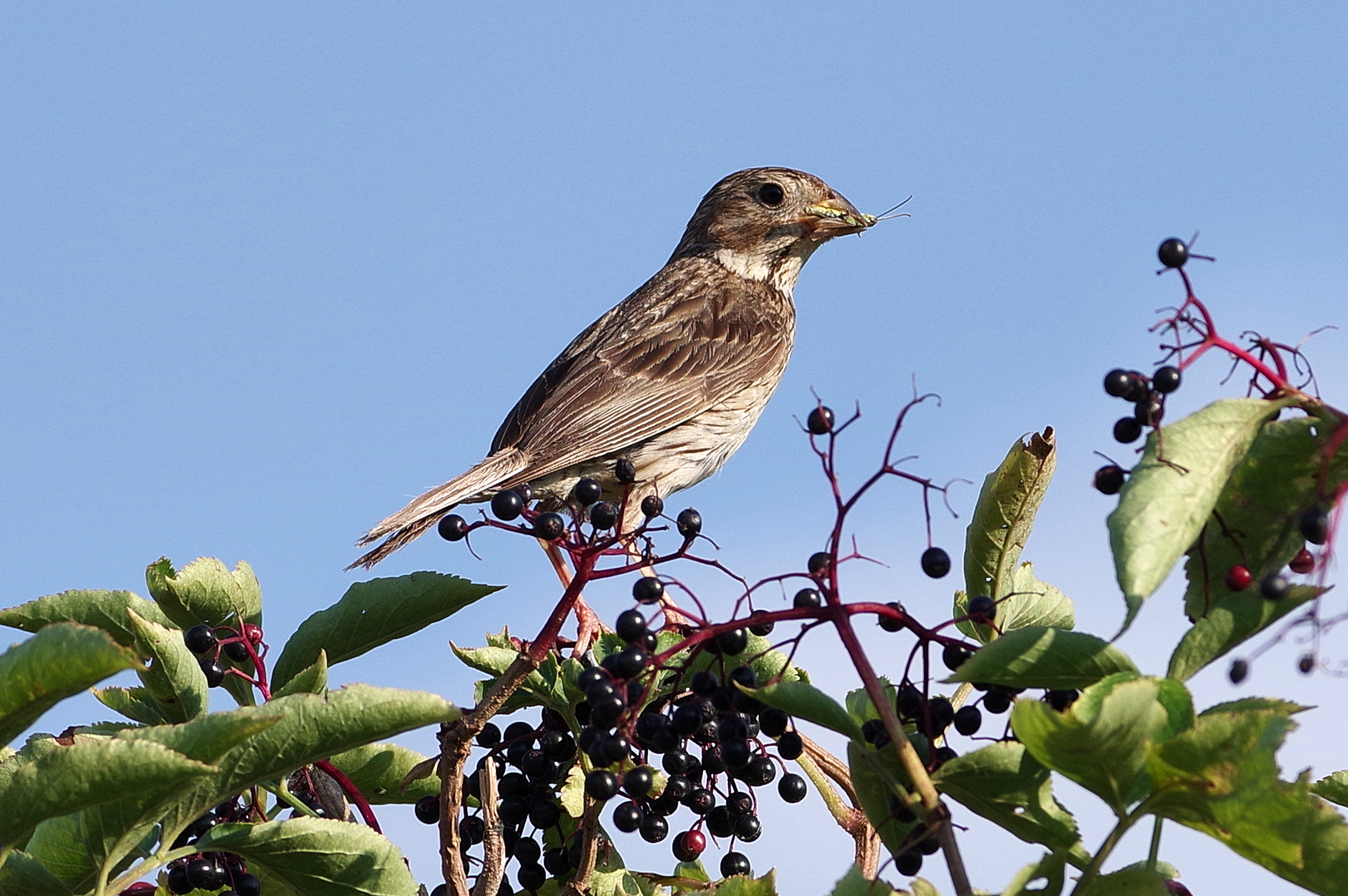
Grauammer im Nationalpark Unteres Odertal

## Beschreibung
Grauammern sind sehr große, kräftig gebaute Ammern mit eher großem Kopf, kräftigem Schnabel und mittellangem Schwanz. Sie sind insgesamt recht einfarbig bräunlich und haben keine auffallenden Zeichnungen. Die Geschlechter sind gleich gefärbt, Männchen sind im Mittel jedoch deutlich größer und schwerer als Weibchen.
Mit einer Körperlänge von 16 bis 19 cm und einem Gewicht zwischen 32 und 67 g ist die Art die größte Ammer der westlichen Paläarktis und größer und erheblich schwerer als eine Goldammer. Im Schweizer Mittelland zwischen März und Oktober gefangene Männchen hatten Flügellängen von 96,0 bis 106,0 mm, im Mittel 101,5 mm und Gewichte von 45,0 bis 62,0 g, Weibchen erreichten Flügellängen von 87,0 bis 95,0 mm, im Mittel 91,6 mm und Gewichte von 38,0 bis 55,5 g.
Bei adulten Vögeln sind Rücken, Schulterfedern, Bürzel und Oberschwanzdecken graubraun bis mittelbraun. Auf diesem Grund sind vorderer Rücken und Schulterfedern kräftig schwarzbraun gestrichelt. Hinterer Rücken und Bürzel können ebenso kräftig gestrichelt sein wie der vordere Rücken, die Strichelung kann aber auch schwach braun sein und fällt dann kaum auf. Im frischen Gefieder können vor allem die seitlichen Oberschwanzdecken weißliche Spitzensäume aufweisen.
Auch die Flügeloberseite ist überwiegend mittelbraun. Die mittleren und großen Armdecken
zeigen im frischen Gefieder breite hellbraune Säume, die zunehmend verblassen und hierdurch auffälliger werden. Die Handschwingen haben an der Außenfahne einen schmalen, hellbeigen Saum, die Armschwingenaußenfahnen sind breiter und wärmer braun gesäumt. Die Grauammer zeigt kein Weiß an den Schwanzaußenkanten. Die mittelbraunen Steuerfedern sind außen und innen schmal hellbeige gesäumt, diese Säume werden zur Federspitze hin breiter. Die Unterseite des Rumpfes ist hellbeige bis düster graubeige und in variablem Umfang dunkel gestrichelt.
Auch am Kopf fehlen auffallende Zeichnungen, der Kopf ist wie der Rücken grau- bis mittelbraun. Der Oberkopf ist fein dunkel gestrichelt, der undeutliche Überaugenstreif ist hellbeige. Kehle und Halsseiten sind ebenfalls hellbeige, der Kinnstreif ist graubraun bis mittelbraun.
Die Iris ist tief dunkelbraun. Der Schnabel ist gelblich hornfarben, der Schnabelfirst dunkel hornbraun. Die Beine sind gelblich rosa.
Im Jugendkleid ist die Oberseite heller warm beigebraun ohne Grautöne. Die Scheitelseiten sind dunkel, der mittlere Oberkopf ist meist spärlich dunkel gestreift, wodurch ein 2 bis 3 mm breiter, heller Streifen über die Kopfmitte entsteht. Schulterfedern und Oberflügeldecken sind tiefbraun mit scharf abgesetzten hellbeigen Säumen. Nach der herbstlichen Vollmauser sind die jungen Vögel nicht mehr von adulten Vögeln zu unterscheiden.

## Lautäußerungen
Der ausschließlich vom Männchen geäußerte und fast ganzjährig zu hörende Gesang ist recht monoton. Er besteht aus einer einzelnen, kurzen und häufig wiederholten Strophe ohne melodische Elemente, die 1,3 bis 2,5 Sekunden dauert. Die Strophe ist deutlich dreiteilig. Der erste Teil besteht aus drei bis zehn sehr kurzen, harten Elementen, die mit steigender Geschwindigkeit vorgetragen werden. Danach folgt ein trillerartiger Teil mit einem bis acht Blöcken aus jeweils um die zehn gleichartigen Elementen. Die Strophe endet mit einem knirschenden, rasselnden Triller aus drei bis sechs Elementfolgen, die vom menschlichen Ohr nicht mehr als Einzellaute wahrgenommen werden können. Der Klang dieses Trillers wird mit dem Klirren eines Schlüsselbundes verglichen. Die Strophe lässt sich lautmalerisch etwa wie „tück tück-zick-zik-zkzkzkrissrisss“ wiedergeben. Gesangⓘ
Der Gesang wird von einer erhöhten Singwarte mit freiem Rundblick vorgetragen, sehr gerne von Telefon- oder niedrigen Stromleitungen, aber auch von den Spitzen einzelner Büsche oder Bäume, von Zäunen, Heuballen und ähnlichen Strukturen.

## Systematik
Die systematische Stellung der Grauammer war lange umstritten. Karel Voous trennte die Grauammer im Jahr 1977 von der Gattung Emberiza ab und stellte sie als einzige Art in die damit monotypische Gattung Miliaria C. L. Brehm 1928. Voous begründete diese Abtrennung mit der Größe, dem von allen anderen Arten der Gattung Emberiza abweichenden Schnabelbau, der vollständigen Jugendmauser und dem abweichenden Verhalten. Glutz von Blotzheim & Bauer schlossen sich dieser Auffassung an und gaben als weitere allein bei der Grauammer auftretende Merkmale das fehlende Prachtkleid des Männchens, die fehlenden weißen Schwanzaußenkanten, den tief gegabelten Schwanz, die kurzen Flügel und den sehr einfachen Gesang an.
Im Ergebnis mehrerer molekulargenetischer Untersuchungen der DNA konnte eine systematische Sonderstellung der Grauammer jedoch nicht bestätigt werden. Die Grauammer ist demnach eindeutig der – unter Einschluss weiterer bisher monotypischer Gattungen – monophyletischen Gattung Emberiza zuzuordnen. Schwestertaxon der Grauammer ist offenbar die Bandammer (Emberiza fucata), dieses Schwestertaxonverhältnis ist jedoch noch nicht ausreichend gesichert.
Neben der Nominatform wird heute meist nur noch eine weitere, wenig differenzierte Unterart anerkannt:
- Emberiza calandra calandra  (Linnaeus, 1758) – Größter Teil des Verbreitungsgebietes. Die Nominatform ist oben beschrieben.
- Emberiza calandra buturlini  Johansen, 1907 – Südosten des Verbreitungsgebietes vom Nahen Osten bis Zentralasien. Heller als Nominatform, Oberseite im frischen Gefieder mehr olivgrau, später mehr sandgrau mit helleren Federspitzen und -säumen, Unterseite weißer. Asiatische Grauammern sind außerdem an Kehle und Flanken weniger gestrichelt.

## Verbreitung und Lebensraum

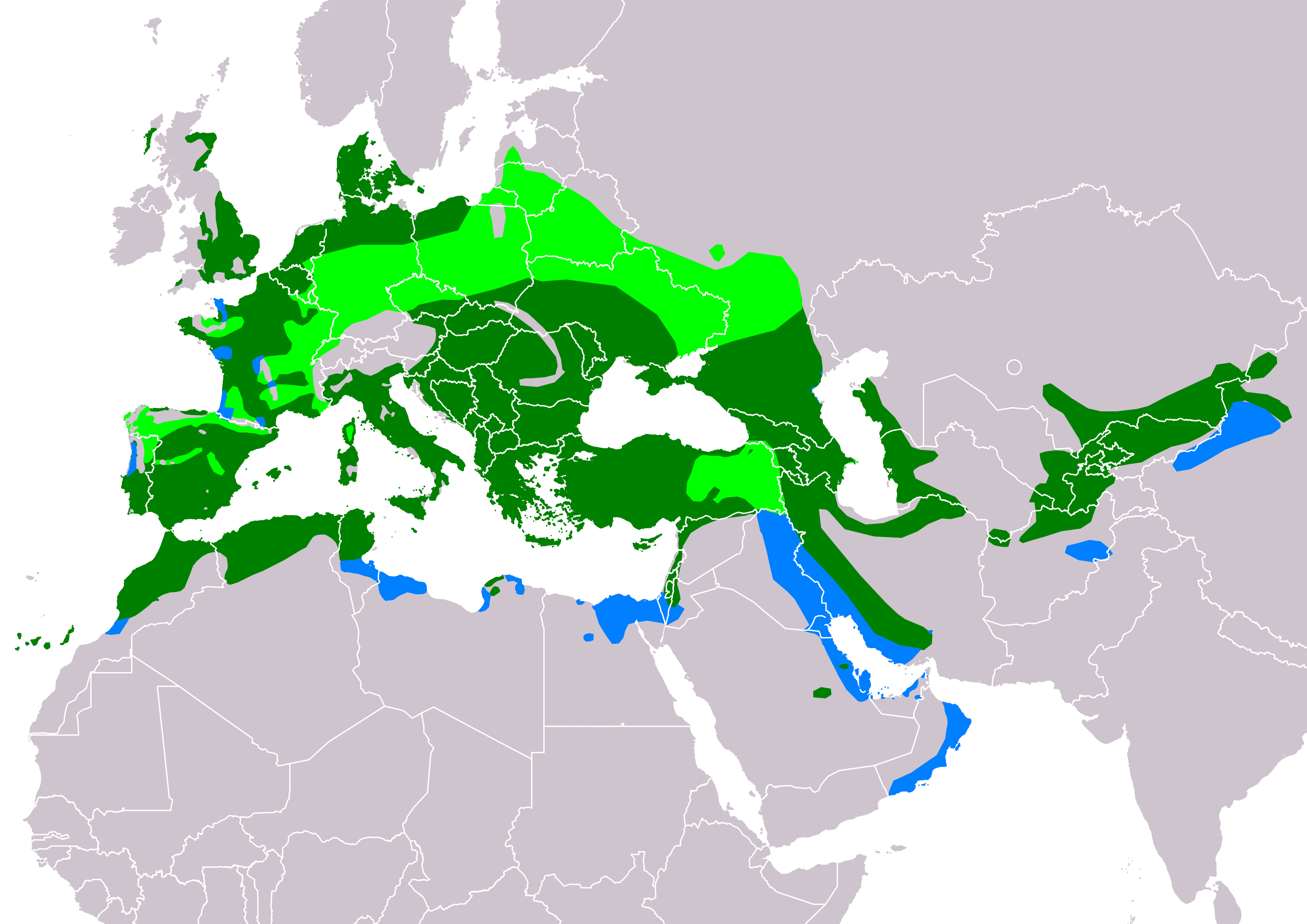
Verbreitungsgebiete der Grauammer
(grün = Brutgebiete, dunkelgrün = ganzjähriges Vorkommen, blau = Überwinterungsgebiete)

Die Grauammer besiedelt große Teile der südwestlichen Paläarktis von den Kanarischen Inseln, dem Nordwesten Afrikas, Portugal und Irland nach Osten bis zum Westrand des Kaspischen Meeres, weiter südlich bzw. östlich erstreckt sich das Areal dann in zwei relativ schmalen Zonen einerseits bis in den Südwesten des Iran und andererseits bis in das südöstliche Kasachstan. Die Nordgrenze der Verbreitung verläuft von den Shetlandinseln über die Nordspitze von Dänemark und dem äußersten Süden Schwedens bis Estland und Litauen und dann durch Südwest-Russland und die Ukraine bis zum Nordwestrand des Kaspischen Meeres bei etwa 43° N. Die Südgrenze des Areals wird im östlichen Mittelmeerraum auf Kreta, Rhodos und Zypern sowie im Nahen Osten in einer schmalen Zone entlang des Mittelmeeres im Süden Israels erreicht. Weiter östlich folgt die südliche Verbreitungsgrenze etwa der Südgrenze der Türkei und reicht dann im Westen des Iran etwa bis zur Straße von Hormus. Die Grauammer gilt als ursprünglich auf die mediterrane Zone und die Steppenzone beschränkter Brutvogel, der sich erst durch den Ackerbau des Menschen nach Norden und Westen in die gemäßigte und die boreale Zone ausbreiten konnte.
Die Art bewohnt offene Landschaften mit einzelnen Bäumen oder Büschen und zumindest teilweise dichter Bodenvegetation, in Mitteleuropa vor allem extensiv genutztes Grünland, Ackerränder und Brachen. Daneben werden auch Dünen und Heiden besiedelt. Im Mittelmeerraum kommt die Grauammer auch in aufgelassenen Olivenhainen und Weinbergen, in degradiertem, niedrigwüchsigem Buschland wie Macchie, Garrigue und Matorral, auf Brandflächen, in lichten Eichenwäldern sowie küstennah auch auf felsigen Trockenhängen und in Salicornia-Steppen vor.

## Ernährung
Adulte Grauammern ernähren sich vorwiegend vegetabilisch von Getreidekörnern und den Samen von Gräsern, Kräutern und Stauden. Abhängig von der Witterung und dem Angebot wird aber auch ein breites Spektrum von Wirbellosen gefressen, vor allem Insekten und deren Larven sowie Spinnen. Die Nestlingsnahrung besteht bei guter Witterung hingegen fast ausschließlich aus Insekten, Spinnen und seltener aus kleinen Schnecken und anderen Wirbellosen, bei schlechtem Wetter spielen auch weiche Getreidekörner und andere Pflanzensamen eine wichtige Rolle. Die Nahrungssuche erfolgt überwiegend am Boden, daneben nutzt die Grauammer auch kräftige Pflanzenstängel, um beispielsweise Ähren mit dem Schnabel zu erreichen.

## Fortpflanzung und Alter

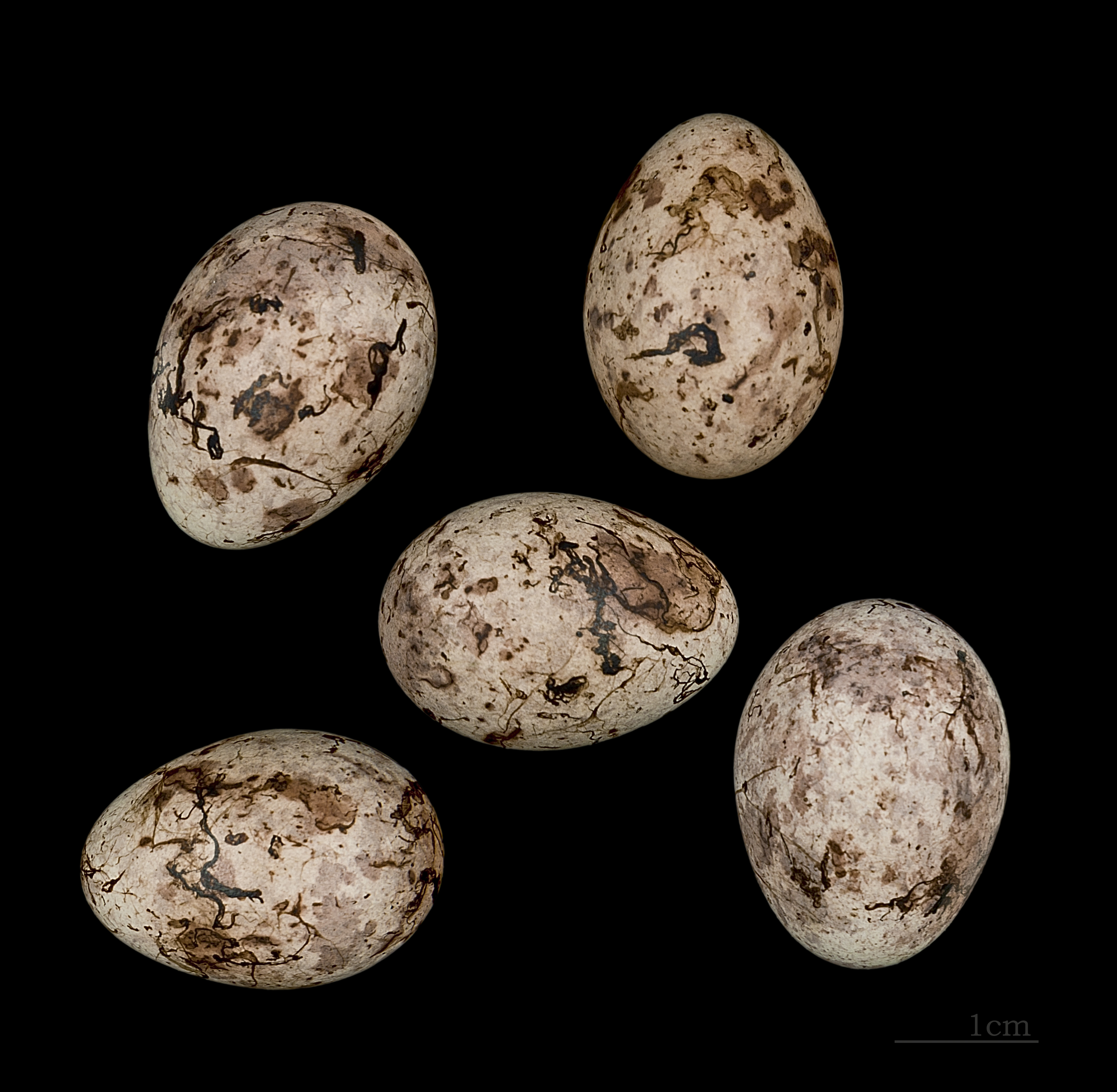
Eier der Grauammer

Grauammern zeigen keine deutliche Paarbindung. Die Männchen besetzen und verteidigen offenbar in erster Linie exklusive Reviere, um den Weibchen Brutplätze bieten zu können, und beteiligen sich weder am Nestbau noch an der Bebrütung des Geleges und nur in geringem Maße an der Jungenaufzucht. Weibchen zeigen hingegen anders als die Männchen kein Territorialverhalten und beachten auch die Reviergrenzen der Männchen nicht, zur Futtersuche für den Nachwuchs suchen die Weibchen daher häufig Flächen in den Territorien benachbarter Männchen auf. Die Brutvögel führen in der Mehrzahl eine monogame Brutehe, Männchen sind jedoch häufig polygyn. Der Anteil polygyner Männchen lag bei zwei Untersuchungen auf North Uist und nördlich von Liverpool bei 33 bzw. 19 %. Die Männchen sind meist sukzessiv polygyn. Simultane Polygynie ist deutlich seltener, maximal brüteten bei einer Untersuchung in Cornwall jedoch 7 Weibchen in einem Männchen-Revier, davon 5 etwa synchron. Nach welchen Kriterien die Weibchen einen Brutplatz und damit ein Männchen auswählen, ist bisher nicht eindeutig geklärt, zumindest bei der Untersuchung auf North Uist war der Grad der Polygynie jedoch deutlich mit dem Alter der Männchen korreliert, d. h. ältere Männchen hatten im Mittel mehr Weibchen.
Grauammern sind Bodenbrüter. Das Nest wird vom Weibchen abseits von Gehölzen in Bereichen mit geschlossener und nicht zu niedriger Bodenvegetation und meist so gebaut, dass die Nestunterkante mehr oder weniger dem Boden aufliegt. Höhere Nestanlagen sind selten. Die Nester sind recht große, locker gebaute Strukturen, sie haben einen Außendurchmesser von 11 bis 15 cm und eine Höhe von 6,0 bis 10,5 cm. Sie bestehen überwiegend aus Grashalmen und zu meist geringen Anteilen aus sonstigen Pflanzenteilen, wobei das verwendete Material von außen nach innen immer feiner wird. Die Mulde wird mit feinem pflanzlichen Material, Wollfäden, Tierhaaren u. Ä. ausgekleidet.
Die Grauammer brütet vergleichsweise spät. Die Eiablage beginnt in Mittel- und Westeuropa frühestens Ende April, Anfang Mai, die Hauptlegezeit fällt auf Ende Mai bis Mitte Juni. Die spätesten Eiablagen erfolgen im Juli, ausnahmsweise noch Anfang August. Zweitbruten sind nicht häufig, in zwei Untersuchungen lag deren Anteil bei jeweils unter 10 %. Das Gelege besteht aus 3 bis 7, meist 4 bis 5 Eiern, die auf hellbeigem, blass rötlichbraunem oder blass lilafarbenem Grund eine unregelmäßige Zeichnung aus dunkleren Kritzeln, Stricheln, Punkten und Flecken aufweisen. Die Brutzeit dauert 11 bis 13, meist 12 bis 12,5 Tage. Wie oben bereits geschildert, erfolgt die Bebrütung des Geleges ausschließlich durch das Weibchen. Auch an der Fütterung der Nestlinge beteiligen sich Männchen, wenn überhaupt, nur wenig, begleiten aber das Weibchen bei der Nahrungssuche. Die Jungvögel verlassen mit 9 bis 11 Tagen das Nest und werden danach noch sehr variabel 20 bis etwa 33 Tage lang gefüttert, dann auch zu etwas größeren Anteilen vom Männchen.
Die Geschlechtsreife wird am Ende des ersten Lebensjahres erreicht. Das durch Beringung nachgewiesene Maximalalter beträgt mindestens 10 Jahre und 7 Monate für eine in Tschechien und 9 Jahre und 10 Monate für eine in Spanien beringte Grauammer.

## Wanderungen
Die Art ist je nach Verbreitung Teilzieher, Kurzstrecken- oder Mittelstreckenzieher. Die Brutreviere werden mit dem Ende der Jungenaufzucht ab Juli, spätestens aber im August und September verlassen. Die Grauammern schließen sich dann in nahrungsökologisch günstigen Gebieten der Brutplatzumgebung, z. B. auf Stoppelfeldern oder nicht abgeernteten Getreidefeldern, zu Schwärmen zusammen und bilden dann auch Schlafplatzgesellschaften. Die Schlafplätze liegen in Mitteleuropa in Feuchtgebieten, häufig in Schilfbeständen. Die Schwärme und Schlafplatzgemeinschaften der im erweiterten Brutgebiet überwinternden Grauammern können in Mitteleuropa regelmäßig mehrere Hundert, selten auch mehrere 1000 Individuen umfassen.
Der eigentliche Wegzug ziehender Vögel erfolgt Ende September bis Ende Oktober. Das Überwinterungsgebiet reicht nach Süden und Westen nur wenig über das Brutareal hinaus, wobei klimatisch weniger günstige Gebiete wie Gebirge und die osteuropäischen Ebenen meist weitgehend verlassen werden und klimatisch begünstigte Bereiche wie die küstennäheren Ebenen und der Mittelmeerraum Zuzug erhalten. Heimzugbewegungen wurden in Gibraltar von Januar bis April beobachtet. In Mitteleuropa werden die Brutreviere je nach Witterung ab Ende Februar bis Anfang Mai besetzt, in diesem Zeitraum lösen sich auch die winterlichen Schlafgemeinschaften auf.

## Bestand und Gefährdung
Gesicherte Angaben zum Weltbestand gibt es nicht. In Europa ist die Grauammer ein sehr häufiger Brutvogel, für das Jahr 2004 gab BirdLife International als grobe Schätzung für den europäischen Bestand 7,9 bis 22 Millionen Brutpaare an. Die Hauptvorkommen haben in Europa die Länder im Südosten und im Südwesten, wobei hier die Schätzungen besonders unsicher sind. Den größten Bestand hat wohl die Türkei mit allein 3 bis 9 Millionen Paaren, danach folgt Spanien mit im Jahr 1992 1,4 bis 4,3 Millionen Paaren und Bulgarien mit 0,8 bis 2,5 Millionen Paaren.
Der Bestand ist in Nordwest- und Mitteleuropa in den 1960er bis 1980er Jahren zum Teil dramatisch eingebrochen, die Gründe liegen wohl vor allem in Änderungen der landwirtschaftlichen Nutzung. So ist die Art in Irland Anfang des 21. Jahrhunderts ausgestorben und der Bestand Großbritanniens nahm zwischen 1968 und 1991 um etwa 75 % ab. In den Niederlanden verringerte sich der Bestand von 1200 bis 1250 Paaren im Jahr 1975 auf 60 bis 80 Paare im Jahr 1991. Für Schleswig-Holstein wurde der Bestand um 1955 auf 3000 bis 4000 Paare geschätzt, Mitte der 1980er Jahre waren davon noch etwa 70 Paare übrig geblieben. In Österreich ist der Bestand zwischen 1998 und 2020 um 92 % zurückgegangen.
Nach 1990 wurde in Teilen Europas eine Zunahme, in anderen Teilen jedoch eine weitere Abnahme beobachtet. Zum Teil erhebliche Bestandszuwächse waren im Osten Deutschlands nach 1990 durch großflächige Flächenstilllegungen in der Landwirtschaft zu verzeichnen. Beispielsweise war die Art in Brandenburg um 1990 vom Aussterben bedroht, um 2005 wurde der Bestand wieder auf 8000 bis 15.000 Paare geschätzt.
Insgesamt gilt der Weltbestand als rückläufig, die Grauammer wird von der IUCN aber noch als ungefährdet („least concern“) eingestuft.

## Trivia
Der Asteroid des äußeren Hauptgürtels (8967) Calandra wurde nach der Grauammer benannt (wissenschaftlicher Name: Miliaria calandra beziehungsweise synonym Emberiza calandra). Zum Zeitpunkt der Benennung des Asteroiden am 2. Februar 1999 befand sich die Grauammer auf der niederländischen Roten Liste gefährdeter Vögel.